# La Vie secrète de Zoé
La Vie secrète de Zoé (The Secret Life of Zoey) est un téléfilm américain réalisé par Robert Mandel, et diffusé le 19 août 2002 sur Lifetime.

## Synopsis
Zoé est une adolescente sans problème, c'est en tout cas ce qu'elle laisse paraitre : bonnes notes, bénévolat… Mais derrière cette façade se cache une ado qui a souffert du divorce de ses parents. Ils vont d'ailleurs bientôt en avoir la preuve.

## Fiche technique
- Titre original : The Secret Life of Zoey
- Réalisation : Robert Mandel
- Scénario : Betty Goldberg
- Photographie : Norayr Kasper
- Musique : Jeff Beal
- Société de production : Once and Future Films
- Durée : 90 minutes
- Pays :  États-Unis

## Distribution
- Mia Farrow : Marcia Carter
- Julia Whelan : Zoey Carter
- Cliff De Young : Larry Carter
- Andrew McCarthy : Mike Harper
- Michael Coristine : Ron Morris
- Kerry Sandomirsky : Cathy
- Katharine Isabelle : Kayla
- Julie Patzwald : Julia
- Emily Holmes : Joan
- Crystal Lowe